# Берта (дъщеря на Карл Велики)
Вижте пояснителната страница за други личности с името Берта.
Берта (Bertha; Berta; Berhta; Berchta; * 779/780, † след 14 януари 828) е дъщеря на Карл Велики и Хилдегард, дъщеря на граф Геролд от Винцгау и Има, дъщеря на алеманския dux Хнаби.
През 814 г. тя е изгонена от двора от нейния брат император Лудвиг Благочестиви.
Берта има две деца, Хартнид и Нитхард, от извънбрачната си връзка с Ангилберт, министър на Карл Велики, поет и абат.
Нитхард става франкски хронист и написва „История в четири книги“ от 9 век. В края на четвъртата си книга той пише:
Angilbertus, vir memorabilis... Qui ex eiusdem magni regis filia nomine Berchta, Hartnidum, fratrem meum, et me Nithardum genuit.
Вторият ѝ син Хартнид умира още през 813 г.
Берта подарява много земи на манастира S. Liudgerum Верден (днес южна част от град Есен).